# Zanclea divergens
Zanclea divergens är en nässeldjursart som beskrevs av Boero, Bouillon och Gravili 2000. Zanclea divergens ingår i släktet Zanclea och familjen Zancleidae. Inga underarter finns listade i Catalogue of Life.